# Wawafloden
Wawafloden (Río Wawa) är en 160 kilometer lång flod i nordöstra Nicaragua. Den börjar i Bonanza, flyter igenom kommunerna Waspán och Puerto Cabezas, innan den flyter ut i Karibiska havet strax söder om Bilwi. Flodbäckenets yta är 4 427 km2.

## Broar
En 240 meter lång bro över floden håller på att byggas för den viktiga landsvägen mellan Managua och Rosita i väster och hamnstaden Bilwi vid Karibiska havet i öster. Bron beräknas bli klar i slutet av 2021. Det finns inga andra broar över floden.